# 57丁目-7番街駅
57丁目-7番街駅（57ちょうめ-7ばんがいえき、英語: 57th Street–Seventh Avenue）はミッドタウンの57丁目-7番街交差点にあるニューヨーク市地下鉄 BMTブロードウェイ線の駅である。N系統とQ系統は終日、R系統は深夜帯以外運行されている。また、平日にはW系統も運転される。
路線図や案内放送では当駅は57丁目-7番街駅と呼ばれるが、6番街の下を走るIND6番街線の57丁目駅と区別するためミッドタウン-57丁目駅（Midtown–57th Street）と呼ばれることもある。カーネギー・ホールの最寄駅である。

## 駅構造
| G          | 地上階                                             | 出入口 |
| M          | 改札階                                             | 改札口、駅員室、メトロカード/OMNY自動販売機 ｛エレベーター、55丁目と7番街の交差点北東・57丁目と7番街の交差点南西（57丁目のものは地上 - 改札間のみ設置）｝                                                                                             |
| P ホーム階 | 南行緩行線                                         | ← シー・ビーチ線経由コニー・アイランド-スティルウェル・アベニュー駅ゆき（49丁目駅） ← ベイ・リッジ-95丁目駅ゆき（49丁目駅） ← 平日のみ：ホワイトホール・ストリート駅ゆき（49丁目駅）                                                                  |
| P ホーム階 | 島式ホーム、緩行線は左側、急行線は右側の扉が開く。 | |
| P ホーム階 | 南行急行線                                         | ← ラッシュ時：シー・ビーチ線経由コニー・アイランド-スティルウェル・アベニュー駅ゆき（タイムズ・スクエア-42丁目駅） ← ブライトン線経由コニー・アイランド-スティルウェル・アベニュー駅ゆき（深夜帯以外：タイムズ・スクエア-42丁目駅、深夜帯：49丁目駅） |
| P ホーム階 | 北行急行線                                         | → 96丁目駅ゆき（レキシントン・アベニュー-63丁目駅）→ |
| P ホーム階 | 島式ホーム、緩行線は左側、急行線は右側の扉が開く。 | |
| P ホーム階 | 北行緩行線                                         | → ディトマース・ブールバード駅ゆき（5番街-59丁目駅）→ フォレスト・ヒルズ-71番街駅ゆき（5番街-59丁目駅）→ |

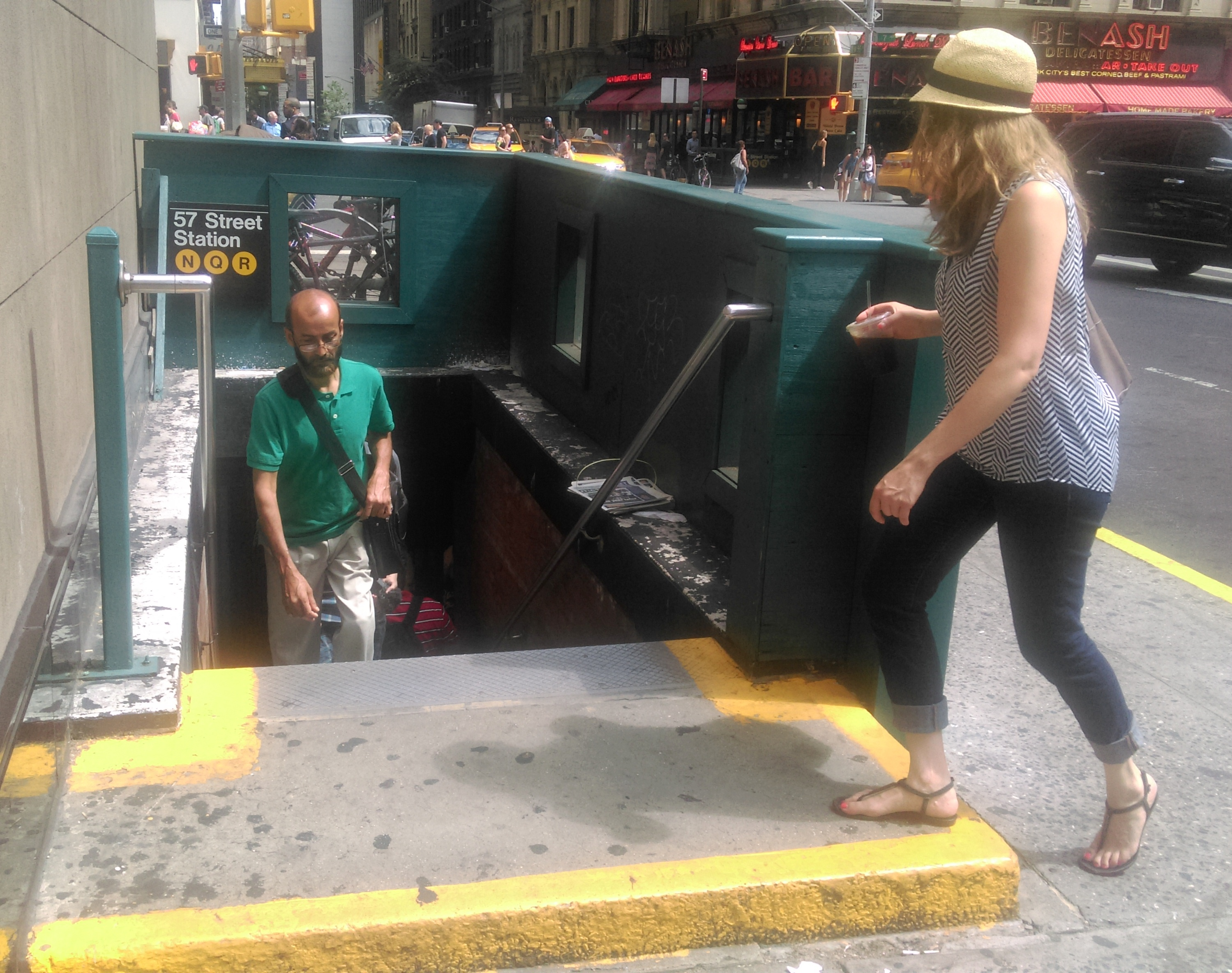
55丁目の入り口

当駅は1919年7月10日に開業した。北側には6線になるがこの時から60丁目トンネルへの線路はそのうちの2線しかなかった。残りはセントラル・パーク・ウエストへ延伸する際の準備構造であった。
現在、当駅は島式ホーム2面4線の構造で、この構造はBMTブロードウェイ線内では北端に位置している。北行は、緩行線の列車はクイーンズ区方面へ、急行線の列車はIND2番街線方面へ行くように分けられている。34丁目-ヘラルド・スクエア駅の北側で平日のN系統が緩行線に転線しているのもこのためである。南行線はその逆で、深夜帯のQ系統が駅南側の渡り線を使用して緩行線へ向かうほかは到着後直進する。
当駅は1970年代後半に階段、ホーム端などが改装され、モザイクも取り除かれた。
さらに、1992年から1993年にかけてADAに対応するために再度改装され開業当時のモザイクが復活した。ただし、この改装で設置されたエレベーターは地上から改札のみで、ホームへのエレベーターはなく、点字ブロックも設置されていなかった。その後、2021年5月に55丁目の改札側にエレベーター3基を設置、これに合わせホーム端には点字ブロックを新設した。

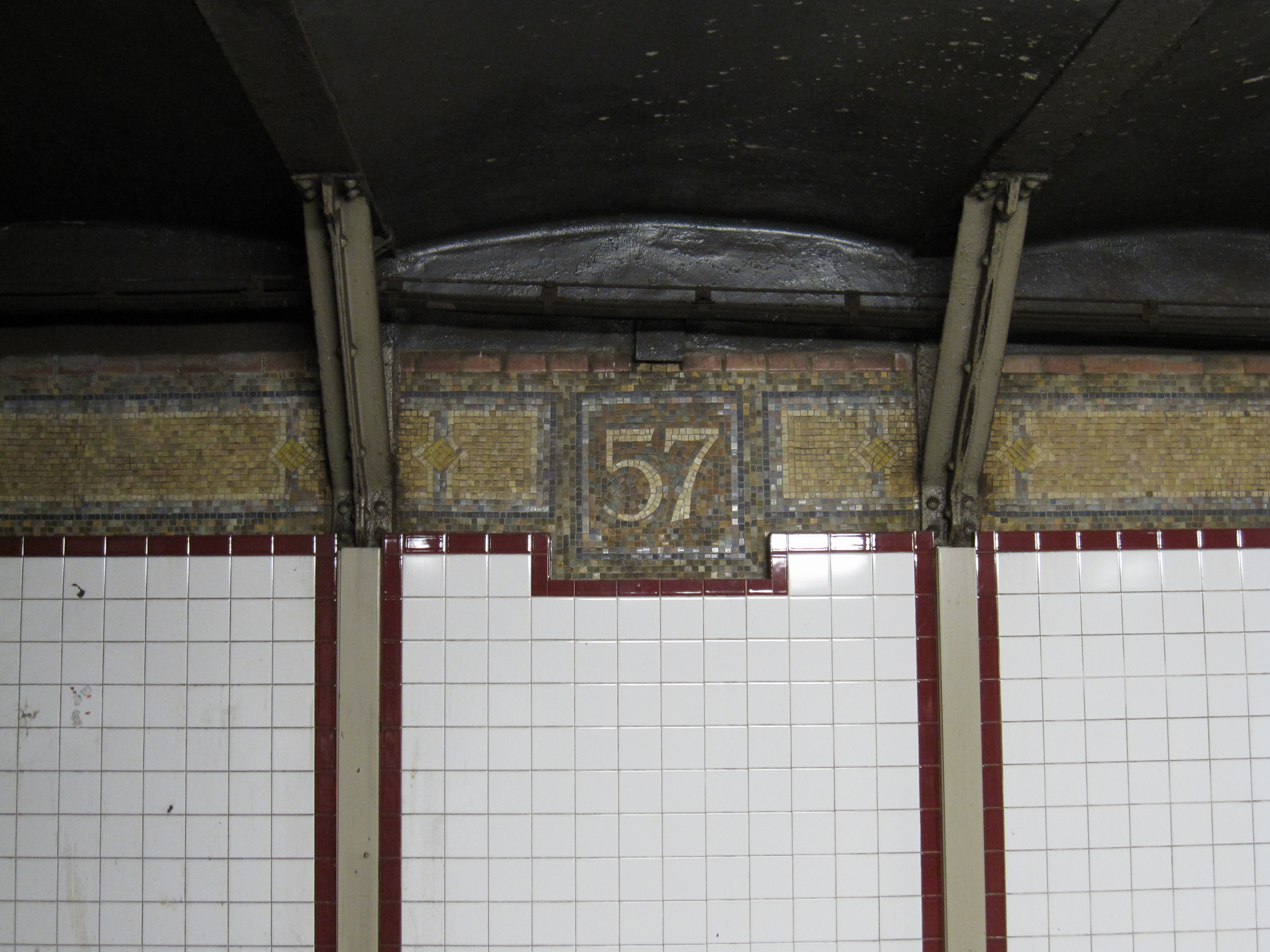
57のモザイク

### 出入口
57丁目と7番街の交差点4つ角・55丁目と7番街の交差点4つ角に階段それぞれが1つずつ設置され、エレベーターは57丁目と7番街の交差点南西・55丁目とブロードウェイの交差点北東にそれぞれ接続している。

## 駅周辺
- カーネギーホール
- パーク セントラル ホテル ニューヨーク